# Georg Groscurth

Nagrobek Groscurtha

Georg Groscurth (ur. 27 grudnia 1904 w Unterhaun, obecnie część Hauneck w Hessen-Nassau, zm. 8 maja 1944 w Zuchthaus Brandenburg-Görden) – niemiecki lekarz i uczestnik niemieckiego ruchu oporu przeciwko władzom narodowych socjalistów.